# Gallia (Zeitschrift)
Die Gallia ist eine 1943 gegründete, unabhängige französische wissenschaftliche Zeitschrift für das Gebiet der Archäologie Frankreichs. Die ISSN für die Druckausgabe lautet 0016-4119, für die Online-Ausgabe 2109-9588.

## Geschichte
Die Gallia wurde 1943 von dem französischen Historiker, Religionswissenschaftler und Provinzialrömischen Archäologen Albert Grenier gegründet, der damals am Collège de France lehrte. Sie war die erste Zeitschrift, die vom 1939 etablierten Centre national de la recherche scientifique herausgegeben wurde. Ihr Untertitel war bis 1995 Fouilles et monuments archéologiques en France métropolitaine, wurde dann in Archéologie de la France antique geändert und lautet seit 2015 Archéologie des Gaules.
Auftrag der Zeitschrift war es zunächst, für die Publikation der wichtigsten nationalen Forschungs- und Ausgrabungsergebnisse der französischen Archäologie ein Organ zu bieten. Der berücksichtigte Zeitraum reichte von der Vorgeschichte bis zum Ende der Spätantike. Im Jahr 1956 wurde durch die Gründung eines Ablegers für die vorgeschichtliche Forschung mit der Gallia Préhistoire ein eigenes Organ geschaffen. Aufgrund der stark zunehmenden Ausgrabungsaktivitäten wurde 1987 für die zügige Publikation der entsprechenden Ergebnisse die Gallia Informations mit dem Untertitel l’Archéologie des régions ins Leben gerufen. Sie wird heute unter dem Titel Archéologie de la France – Informations allein online angeboten.
Zu den Direktoren der Zeitschrift zählten unter anderem Albert Grenier (1943–1961), Paul-Marie Duval (1961–1985) und Christian Goudineau (1986–1993). Seit 2015 leitet Martial Monteil als Direktor die Zeitschrift.

## Themen und Auswahl
Schwerpunkt der Zeitschrift ist die Archäologie Frankreichs ab der frühen Eisenzeit bis zum Ende der Merowinger. Einbezogen werden allerdings auch angrenzende Gebiete etwa Germaniens oder Italiens, sofern sie Interaktionen mit dem französisch-gallischen Kerngebiet erkennen lassen. Das Kerngebiet umfasst die Tres Galliae, das heißt die drei gallischen Provinzen (Gallia Lugdunensis, Gallia Aquitania und Gallia Belgica), sowie die Gallia Narbonensis und die keltisch besiedelten Teile der Germania superior und inferior. Aufsätze zu archäologischer Feldforschung, zu bedeutenden Entdeckungen sowie zu Forschungen, die innovative Ansätze erkennen lassen, werden bevorzugt publiziert. Publikationssprache ist neben Französisch auch Englisch. Das beratende wissenschaftliche Komitée besteht aus internationalen Vertretern des Fachs.

## Publikationsverfahren und Supplemente
Die Artikel durchlaufen ein Peer-Review und werden erst nach entsprechenden Gutachten für die Publikation angenommen. Die Jahrgänge von 1943 bis 2009 stehen über das Portal Persée, die Jahrgänge seit 2010 über das Portal  OpenEdition Journals online zur Verfügung. Seit 1943 werden von der Zeitschrift regelmäßig auch Supplemente – Monographien zu einzelnen Themen, Objekten oder Fundgattungen – publiziert. Bislang erschienen 64 Supplemente (Stand: August 2019).